# Laódice I
Laódice I (c. 300 a.C. - ?) foi uma nobre selêucida casada com o rei Antíoco II Teos, de quem era prima.
Laódice era neta de Seleuco I Nicátor, general de Alexandre Magno e fundador do reino selêucida. O seu pai era Aqueu (filho mais novo de Seleuco) e o seu tio o rei Antíoco I Sóter. Com Antíoco II Teos, Laódice teve dois filhos, Seleuco e Antíoco, assim como duas filhas, Estratonice e Laódice.
Em 252 a.C., depois do fim da Segunda Guerra Síria, Antíoco II repudiou-a, junto com os seus filhos, para poder casar com uma filha de Ptolemeu II Filadelfo, Berenice, nos termos do acordo de paz. Com Berenice Antíoco teria um filho, que nomeou como seu sucessor.
Laódice e os seus filhos fixaram residência na cidade de Éfeso, tendo-lhe Antíoco concedido terras perto da Babilónia e de Borsipa. Passado algum tempo Laódice consegue contudo convencer Antíoco a abandonar Berenice, mudando-se com ela para Éfeso. Antíoco II morreu em 246 a.C., possivelmente envenenado por esta.
Laódice e Berenice travaram a partir de então uma luta na qual cada uma procurava impor o seu filho como novo monarca selêucida. Laódice mandou raptar o filho de Berenice, mas esta perseguiu os raptores e matou um deles com uma pedra. Berenice refugiou-se em Antioquia e pediu ajuda ao seu pai, mas acaba por ser morta com o seu filho a mando de Laódice.
O novo rei egípcio e irmão de Berenice, Ptolemeu III Evérgeta I, movido pelos eventos, inicia a Terceira Guerra Síria (246-241 a.C.) contra a Laódice e o seu filho Seleuco que se refugiam em Sardes. Ptolemeu III consegue conquistar praticamente todo o império selêucida, mas Seleuco recupera partes importantes de território no fim do conflito. Nada se sabe sobre o destino final de Laódice.